# 硫氰酸盐
硫氰酸盐是硫氰酸根离子SCN−所成的盐，常见的包括无色的硫氰酸钾、硫氰酸钠、硫氰酸铵和硫氰酸汞。
硫氰酸酯指含有SCN官能团的有机化合物。
硫氰酸根离子与氰酸根离子[OCN]−同类，只是氧原子被硫原子替代。[SCN]−与卤离子相似之处很多，是拟卤离子之一。
硫氰酸盐可由硫或硫代硫酸盐与氰化物反应制备：
{\displaystyle {\ce {8CN-}}}{\displaystyle {\ce {+S8->8SCN-}}}
{\displaystyle {\ce {CN-}}}{\displaystyle {\ce {+S2O3^2-}}}{\displaystyle {\ce {->SCN-}}}{\displaystyle {\ce {+SO3^2-}}}
磺基转移酶硫氰酸酶可催化第二个反应，可能是体内氰化物解毒的机理。
Riemschneider硫代氨基甲酸酯合成涉及有机硫氰酸酯水解为硫代氨基甲酸酯的反应。

## 异构
硫氰酸根存在键合异构体。

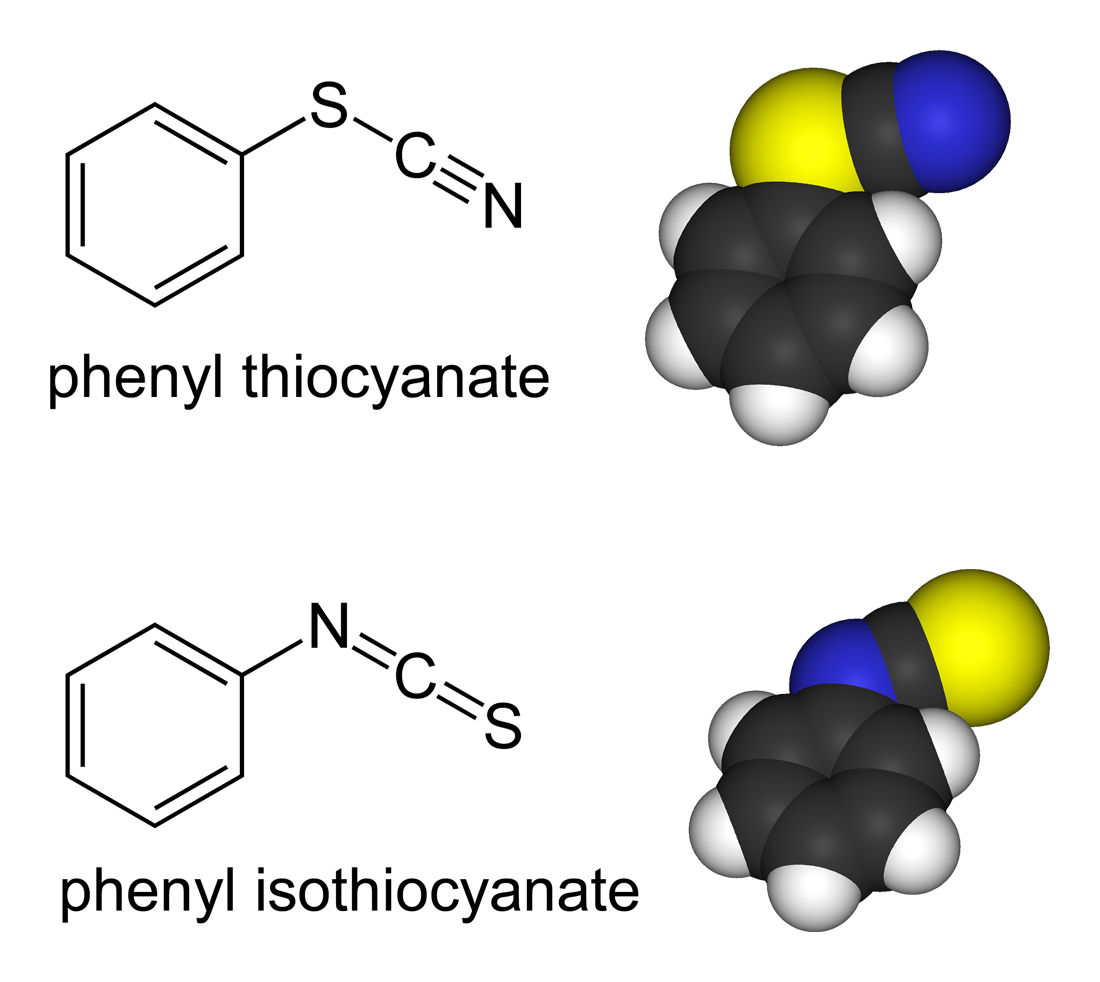
硫氰酸苯酯与异硫氰酸苯酯是键合异构体。

- 硫氰酸盐和硫氰酸酯中，有机基团或金属原子与硫相连：R−S−C≡N；[1]
- 异硫氰酸盐或异硫氰酸酯中，则与氮相连：R−N=C=S。

## 检测Fe3+

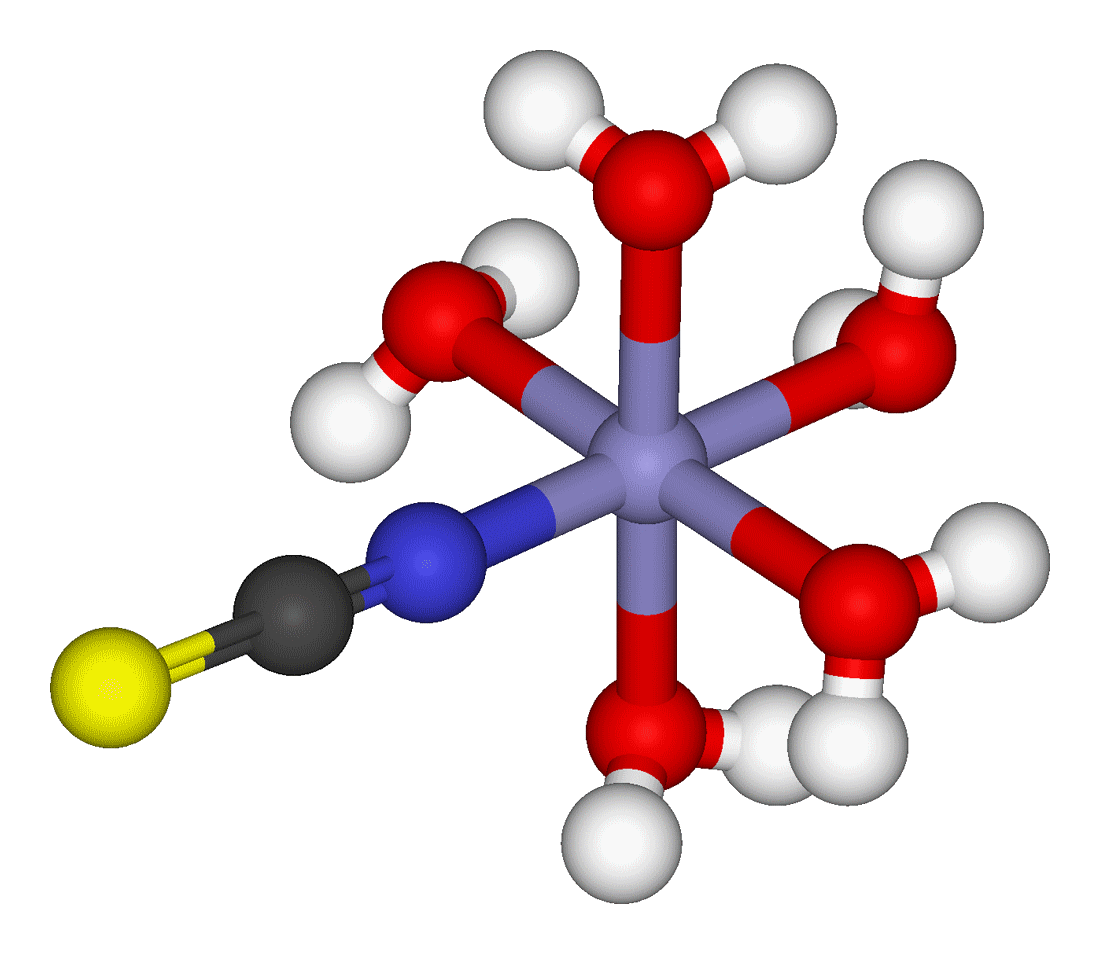
血红色的[Fe(NCS)(H_{2}O)_{5}]^{2+}。

溶液中，Fe3+会与[SCN]−反应生成血红色的[Fe(SCN)(H2O)5]2+，可用于检验三价铁离子，有些电影中也用该法制作假血。
Fe3+  +  n SCN-  →  [Fe(SCN)n]3-n

## 藥理學
硫氰酸盐在乳過氧化酶合成次硫氰酸鹽時扮演重要角色。因此當人體缺乏硫氰酸盐時（如囊腫性纖維化），會導致人體免疫功能下降。
硫氰酸盐也會競爭性抑制甲狀腺的鈉-碘共同運輸蛋白（sodium-iodide symporter），減少運入甲狀腺濾泡的碘，進而抑制甲狀腺素的合成。因此甲狀腺機能低下的患者應該避免攝入含有過多硫氰酸盐的食物。
20世紀初期，硫氰酸盐會用於治療高血壓，但因為毒性過強而不再使用。但至今仍用於高血壓危症的硝普钠，其中一個代謝物即為硫氰酸盐。硫氰酸酶會與硫代硫酸根共同作用，將硝普钠代謝為硫氰酸鹽。